# Ameisenfischchen
Das Ameisenfischchen (Atelura formicaria) ist eine Art der Insektenordnung der Fischchen (Zygentoma). Die Art ist myrmekophil, sie lebt in den Nestern von Ameisen und ist auf diese für ihre Ernährung angewiesen. Das Ameisenfischchen ist die einzige in Mitteleuropa im Freiland lebende Art, der hier sonst obligat synanthropen, nur in geheizten Häusern lebenden Fischchen.

## Beschreibung
Das Ameisenfischchen erreicht eine Körperlänge von etwa 4 bis 6 Millimetern und ist damit nur etwa halb so lang wie die in Mitteleuropa verbreiteten synanthropen Arten. Unter den mitteleuropäischen Arten ist es unverkennbar: Es ist blass gefärbt, der Körper ist dicht von blass gelblichen, etwas metallglänzenden (und dadurch golden wirkenden) Schuppen bedeckt. Die Augen fehlen vollständig. Die Körperanhänge, sowohl die Antennen wie auch die drei Schwanzanhänge (Cerci und Terminalfilum), sind ungewöhnlich kurz. Auch sein Körper ist kurz, der Hinterleib vorn von Rumpfbreite und nach hinten stark verschmälert, so dass er in Aufsicht fast dreieckig ist.
Die Art ist schwach beborstet, am Hinterleib sitzt an den Hinterecken jedes Segments je eine starke Borste, die für viele Fischchen typischen Borstenkämme sind nicht ausgebildet. Am Hinterleib sitzen auf der Unterseite Styli, das sind paarige griffelförmige Anhänge, die auf Extremitätenanlagen zurückgehen, an den Segmenten zwei bis neun.

## Verbreitung
Das Ameisenfischchen lebt im größten Teil Europas, von Frankreich im Westen bis zur Halbinsel Krim im Osten. Es tritt nach Nordwesten selten bis nach Belgien, in die Niederlande nach Westen bis in die Bretagne auf, fehlt aber in Großbritannien. Der bislang südlichste Nachweis stammt von der Insel Sizilien. Im südlichen Mitteleuropa gilt die Art allgemein als nicht selten, wird aber wegen der versteckten Lebensweise nicht oft gefunden. Funde in der norddeutschen Tiefebene, und den Regionen nördlich davon, sind nicht nachgewiesen. 2021 wurde aber ein neues Vorkommen, in einem Hausgarten in der Stadt Berlin, entdeckt, der bisher nördlichste Fundpunkt.

## Ökologie und Lebensweise
Ameisenfischchen werden fast ausschließlich im Inneren von Ameisennestern angetroffen, nur ganz vereinzelt Einzelindividuen auch abseits davon. Sie gelten überwiegend als Kommensalen, die sich von Abfallstoffen im Nest ernähren. Gelegentlich drängen sie sich aber bei der gegenseitigen Fütterung (Trophallaxis) der Ameisenarbeiterinnen dazwischen und stehlen diesen Nahrung, sind also zumindest teilweise Kleptoparasiten. Die Fischchen laufen in schnellem Lauf zwischen den Ameisen umher und versuchen, direkten Kontakt zu vermeiden. Werden sie von Ameisen erkannt, verhalten sich diese aggressiv, sie können durchaus Ameisenfischchen töten, wenn diese, in die Enge getrieben, keine Fluchtmöglichkeiten besitzen. Die Tiere vertrauen in der Regel wohl ihrer Gewandtheit und der angerundeten Körperform, die wenig Angriffspunkte bietet. Pro Nest werden meist nur wenige Fischchen angetroffen, meist nur ein bis drei, selten, vor allem bei kleinen Ameisenarten wie der Gattung Pheidole, auch mehr. Ameisenfischchen bevorzugen als Wirt kleine Ameisenarten, sind aber nicht spezifisch, sie treten auch bei größeren, wie der Gattung Camponotus, gelegentlich auf.

## Taxonomie
Das Ameisenfischchen ist Typusart der Gattung Atelura. Diese umfasst in Europa zwei weitere Arten, von denen Atelura montana nur auf der südlichen Balkanhalbinsel und Atelura valenciana in der Gegend um Valencia (Spanien) lebt. Im Jahr 2016 wurde aus Abchasien eine weitere Art beschrieben. Die Gattung wird der Unterfamilie Atelurinae der Nicoletiidae zugerechnet. Einige Autoren fassen diese, nach einem Vorschlag des portugiesischen Entomologen Luis Fernando Mendes, als eigenständige Familie Ateluridae auf. Beide Gruppen sind, allen Ergebnissen zufolge, mit Sicherheit nahe verwandt, ein Schwestergruppenverhältnis wird aber von vielen Forschern angezweifelt. In Südeuropa lebt mit Proatelurina pseudolepisma eine weitere Art der Atelurinae.